# Paul Raymond
Paul Raymond (St Albans; 16 de noviembre de 1945-13 de abril de 2019) fue un músico y compositor británico,  guitarrista, teclista y compositor de UFO. Antes de ingresar a la agrupación londinense en 1976, participó como teclista en las bandas Plastic Penny y Savoy Brown. Por su parte, a finales de los años 1980 fundó su propia banda Paul Raymond Proyect y en 2005 publicó su primer disco como solista.

## Biografía

### Carrera
Inició su carrera en 1967 como vocalista y teclista de la banda Plastic Penny, la cual dejó al año siguiente. Tras esto reemplazó a Christine Perfect (conocida más tarde como Christine McVie) en la banda británica de blues rock Chicken Shack, retirándose al poco tiempo. En 1971 se unió a la banda Savoy Brown permaneciendo en ella hasta 1976. Por su parte, durante el mismo período colaboró como teclista con Danny Kirwan, exguitarrista de Fleetwood Mac.
En 1976 ingresó a la banda inglesa UFO como teclista y guitarrista, en reemplazo de Danny Peyronel, manteniéndose en esta hasta 1980. En 1981 se unió a la banda de su amigo Michael Schenker donde participó en las grabaciones de MSG y en el directo One Night at Budokan de 1982. Al año siguiente trabajó junto al bajista de UFO, Pete Way en su proyecto Waysted.
A finales de los años 1980 fundó su propia banda Paul Raymond Proyect, que hasta el 2008 ya contaba con cinco álbumes de estudio publicados. A mediados del nuevo siglo y junto a Pete Way, Vinnie Moore, Phil Mogg y Andy Parker volvieron a dar vida a UFO, manteniéndose hasta su muerte.

### Fallecimiento
Paul Raymond falleció el 13 de abril de 2019 por un ataque al corazón. La información fue dada a conocer por su pareja Sandra a través de Facebook. Su último concierto con UFO se celebró el 5 de abril del mismo año en Londres, como parte de la gira de despedida de la banda.

## Equipos
Paul reconoció en varias oportunidades que le gustaba usar las guitarras Les Paul y la Fender Stratocaster. En 2004 la marca Ibanez hizo una exclusiva para él, la llamada Ibanez Iceman. En cuanto a los teclados él usaba los clásicos T3, VK8 y D50, que en voz de él mencionó; «no tiene la mejor tecnología, pero sí da el toque clásico de nuestras viejas y clásicas canciones».

## Discografía
A continuación los discos en los que participó, ya fuera como teclista, guitarrista o compositor.
| - 1968: Two Sides of a Penny - 1969: Currency - 1969: 100 Ton Chicken - 1970: Accept - 1971: Street Corner Talking - 1972: Hellbound Train - 1973: Lion's Share - 1973: Jack the Toad - 1975: Wire Fire - 1976: Skin and Bone - 1977: Lights Out - 1978: Obsession - 1979: Strangers in the Night - 1980: No Place to Run - 1985: Misdemeanor - 1995: Walk on Water - 2004: You Are Here - 2006: The Monkey Puzzle - 2009: The Visitor - 2012: Seven Deadly - 2015: A Conspiracy of Stars - 2017: The Salentino Cuts | - 1981: MSG - 1982: One Night at Budokan - 1983: Vices - 1999: Chocolate Box - 1989: Under the Rising Sun - 1997: Raw Material - 1999: Man on a Mission - 2000: Worlds Apart - 2008: Virtual Insanity - 2005: Secret Life |